# Moca rugosella
Moca rugosella is een vlinder uit de familie van de Immidae. De wetenschappelijke naam van de soort is voor het eerst geldig gepubliceerd in 1914 door August Busck.